# Chelignathus kochii
Genre
Espèce
Chelignathus kochii, unique représentant du genre Chelignathus, est une espèce fossile de pseudoscorpions de la famille des Tridenchthoniidae.

## Distribution
Cette espèce a été découverte dans de l'ambre de la mer Baltique. Elle date de l'Éocène.

## Publication originale
- Menge, 1854 : Die im Bernstein befindlichen Myriapoden, Arachniden und Apteren der Vorwelt. Die im Bernstein Befindlichen Organischen Reste der Vorwelt Gesammelt in Verbindung mit Mehreren Bearbeitet und Herausgegeben, Nicolai, Berlin, vol. 1, no 2, p. 1-124 (de).